# Almuñécar
Almuñécar je město nacházející se v autonomním společenství Andalusie, v provincii Granada, ve Španělsku. Žije zde přibližně 27 tisíc obyvatel.

## Partnerská města
- Alhucemas, Maroko
- Baracoa, Kuba
- Cerveteri, Itálie[2]
- Chinguetti, Mauritánie
- Fürstenfeldbruck, Německo
- Hendersonville, Spojené státy americké
- Chán Júnis, Palestina
- Kélibia, Tunisko
- Kuvajt, Kuvajt
- Larache, Maroko
- Livry-Gargan, Francie[2]
- Puerto de la Cruz, Španělsko